# Henri de Tonti
Enrico Tonti (Gaeta, 1646 – Mobile, settembre 1704) è stato un esploratore italiano, figlio di Lorenzo Tonti, finanziere e governatore di Gaeta, rifugiato in Francia.
Alfonso Tonti, uno dei fondatori di Detroit, era suo fratello.

## Biografia
Il padre Lorenzo, governatore della fortezza di Gaeta, fu coinvolto nella rivolta capeggiata da Masaniello contro il viceré di Napoli Rodrigo Ponce de León duca d'Arcos e fu successivamente costretto a riparare in Francia dopo la nascita di Enrico nella città tirrenica.
Nel 1668, Enrico si unì all'esercito francese, servendo nella marina, ma durante le guerre siciliane perse una mano, che sostituì con un uncino (da qui il soprannome "Mano di ferro"). Da quel momento si dedicò all'espansione coloniale dei dominî francesi nordamericani, collaborando con René Robert Cavelier de La Salle con il quale giunse in Québec il 15 settembre 1678.

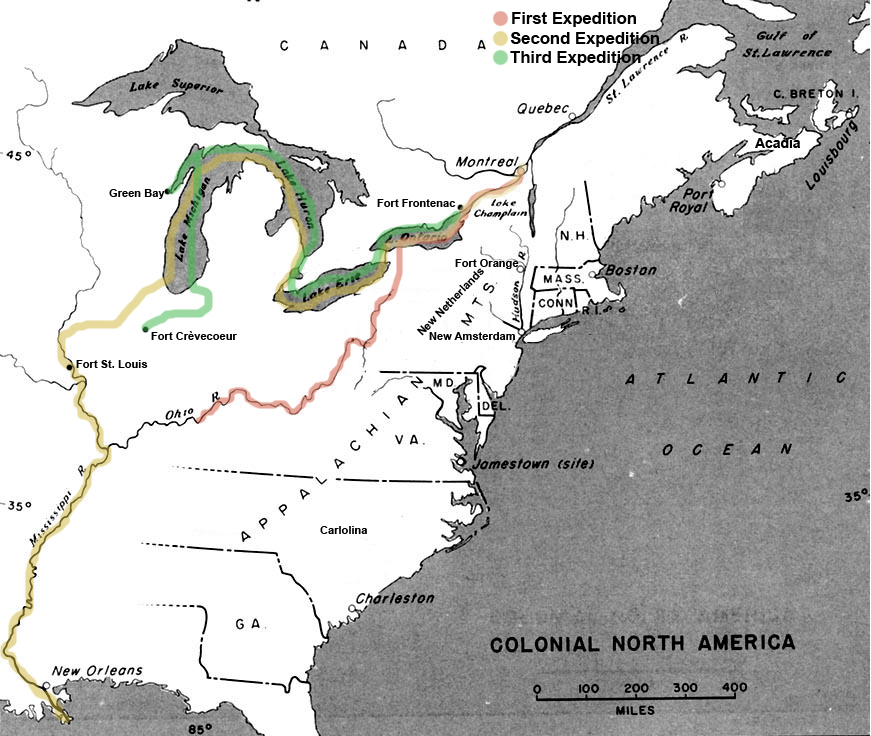
Cartina delle spedizioni di Enrico Tonti al comando di René Robert Cavelier de La Salle.

Da allora Enrico Tonti prese parte attiva a tutte le spedizioni di La Salle, culminate nel 1682 con lo storico viaggio lungo il Mississippi, dall'area dell'odierna Chicago fino al Golfo del Messico.
Contribuì alla scoperta di molti dei territori che oggi compongono gli Stati Uniti d'America, tanto da essere considerato tra i padri fondatori di vari stati, tra i quali l'Illinois, l'Arkansas e l'Alabama.
Nel 1687, Tonti combatté contro gli inglesi e i loro alleati irochesi. Nel 1702 fu inviato come ambasciatore presso le tribù dei Choctaw e dei Chickasaw, conducendo sia trattative sia spedizioni punitive nel 1704.
Nell'agosto del 1704 contrasse la febbre gialla e morì a Mobile.
Nell'Arkansas esiste una città, Tontitown, a lui dedicata nel 1899 da un gruppo di immigrati italiani guidati da padre Pietro Bandini.